# Hrvatski planinar
Hrvatski planinar  je časopis koji izlazi od 1898. godine i jedan je od najstarijih hrvatskih časopisa. Objavljuje književne priloge, putopise, opise zanimljivih planinarskih odredišta u Hrvatskoj i inozemstvu, obavijesti o planinarskom radu i događanjima te stručne članke, posebno s područja speleologije, ekspedicija i sigurnosti u planinama. Izdaje ga Hrvatski planinarski savez.

## Povijest časopisa
Časopis Hrvatski planinar najstariji je hrvatski časopis iz područja tjelesne (fizičke) kulture i jedan od najstarijih europskih planinarskih časopisa. Prvi broj izašao je 1. lipnja 1898., u nakladi od 1000 primjeraka. Zbog ratnih i poratnih okolnosti časopis nije izlazio od 1915. do 1922. i od 1945. do 1948. Od 1910. do 1913. izlazio je kao prilog Obzorova Vienca, pod naslovom Planinarski vjesnik. Od 1949. do 1991. godine izlazio je pod imenom Naše planine.
Od 1898. godine kada je počeo izlaziti pa do kraja 2008. objavljeno je više od 29.000 stranica s otprilike 21.300 članaka i vijesti te 15.700 slika.
U prvom razdoblju organiziranog hrvatskog planinarstva, na kraju 19. i u prvoj polovici 20. stoljeća, prevladavao je u časopisu znanstveno-popularni stil, jer je u tom razdoblju hrvatsko planinarstvo bilo najviše usmjereno na stručno istraživanje dotad nepoznatih dijelova Hrvatske. Među prvim suradnicima časopisa nalaze se brojna najuglednija prirodoslovna i književna imena onoga doba. U tom radoblju, a i kasnije, nastao je čitav niz vrijednih stručnih članaka koji se i danas citiraju u brojnim stručnim i periodičkim publikacijama o geografiji, botanici, geologiji, meteorologiji i sl. 
Osim što je odigrao veliku ulogu u razvitku hrvatskog planinarstva, ekspedicionizma i speleologije kao djelatnosti fizičke kulture, časopis već više od stotinu godina ima vodeću ulogu u hrvatskoj planinarskoj književnosti. Ta je vrsta književnosti, inače najsrodnija putopisnoj književnosti, vrlo razvijena i cijenjena u alpskih naroda, a na njezino postojanje i u nas šira je javnost upozorena 1994. antologijom Hrvatska planinarska književnost, u kojoj više od polovine gradiva potječe sa stranica Hrvatskog planinara. U časopisu ima više stotina vrijednih književnih ostvarenja, o čemu svjedoči činjenica da je više autora svoje članke sabralo i objavilo kao samostalne književne zbirke. 
Izdavanjem Antologije Hrvatskog planinara 1898 – 2008, objavljivanjem računalne bibliografije i digitaliziranog časopisa, te nizom popratnih aktivnosti 2008. godine obilježeno je 100. godište časopisa i 110. obljetnica izlaska prvog broja. Odlukom predsjednika RH Stjepana Mesića časopis Hrvatski planinar je 2008. godine nagrađen Poveljom Republike Hrvatske.

## Urednici
Sadržaj časopisa uvelike su obilježili njegovi urednici, a većina njih bili su ugledni znanstvenici, književnici ili obrazovni djelatnici. Od 1949. časopis vodi Urednički odbor, u čijem sastavu je dosad bilo 45 članova. Najduži urednički staž, 42 godine, ima prof. dr. Željko Poljak (1959. – 2000.). On je ujedno i najplodniji autor s više od 1050 potpisanih članaka i vijesti.
Glavni urednici:
1. Dragutin Hirc (1898. – 1903.)
2. Vjekoslav Novotni (1904. – 1909.)
3. Josip Pasarić (1910. – 1913. i 1929. – 1933.)
4. dr. Josip Poljak (1914. i 1922. – 1929.)
5. Ante Cividini (1934.)
6. prof. dr. Fran Kušan (1935. – 1939.)
7. Ivan Rengjeo (1940. – 1944.)
8. Petar Lučić Roki (1949. – 1958.)
9. prof. dr. Željko Poljak (1959. – 2000.)
10. Alan Čaplar (2001. – )

## Časopis u brojkama
- Debljina kompleta svih tiskanih časopisa: 240 centimetara
- Masa svih tiskanih časopisa: više od 100 kg
- Ukupan broj tiskanih primjeraka časopisa: oko milijun
- Ukupan broj tiskanih stranica: oko 50 milijuna
- Broj autora koji su objavili članke u časopisu: između 2000 i 2500 (točan broj ne može se utvrditi jer u časopisu ima nepotpisanih članaka, članaka potpisanih pseudonimom ili inicijalima, a neke su autorice promijenile prezime prilikom udaje)
- ISSN broj časopisa: 0354-0650

## Očuvani kompleti
Jedan cjeloviti komplet u posjedu je prof. dr. Željka Poljaka. Drugi komplet časopisa posjeduju Knjižnice grada Zagreba, a treći se nalazi u Nacionalnoj i sveučilišnoj knjižnici u Zagrebu (2008. godine upotpunjen zadnjim brojevima koji su nedostajali). Knjižnica Hrvatskog planinarskog saveza, prof. dr. Darko Grundler i Alan Čaplar posjeduju komplete upotpunjene fotokopiranjem.
Od 2008. godine časopis je digitaliziran te je dostupan na mrežnim stranicama Hrvatskoga planinarskog saveza. Digitalizaciju su izveli Alan Čaplar, Vesna Čaplar, Miljenko Ivković i Nenad Perošević, uz potporu Hrvatskoga planinarskog saveza i Ministarstva kulture RH.